# ایزو ۶۳۴۶
استاندار ایزو ۶۳۴۶ از طرف سازمان بین‌المللی استاندارسازی یا ایزو به عنوان استاندارد بین‌المللی کدگذاری و شناسایی بارگنج‌ها (کانتینر) ارائه شده‌است.